# 松代城
松代城是日本長野縣長野市松代町松代的城郭。又有海津城（かいづじょう）之稱。形式上像輪郭式平城。日本國內指定史跡。